# Чолница
Чолница (укр. Човниця, пол. Czołnica) — село в Киверцовской городской общине Луцкого района Волынской области Украине.
Население по переписи 2001 года составляет 413 человек. Село занимает площадь 1,341 км².

## История
С 1795 до 1920 года село находилось в составе Тростянецкой волости Луцкого уезда Волынской губернии. В 1920—1940 гг. (во II Речи Посполитой, а также до 1940 года в УССР) село находилось в составе Тростянецкой волости Луцкого повята Волынского воеводства. Метрические записи жителей села за это время находятся в фондах Государственного архива Волынской области в архивах:
- Церковь Покрова Пресвятой Богородицы, с. Озеро Тростянецкой волости Луцкого уезда
- Церковь Святой великомученицы Параскевы, с. Озеро Тростянецкой волости Луцкого уезда
- Церковь Рождества Пресвятой Богородицы, с. Суск Тростянецкой волости Луцкого уезда
- Церковь Святой Троицы, с. Тростянец Тростянецкой волости Луцкого уезда
- Вишенецкий кафедральный римско-католический костёл, с. Вишеньки Рожищенской волости Луцкого повята

## Известные уроженцы
В селе в 1892 году родился выдающийся украинский математик, академик АН УССР Михаил Кравчук, наставник генерального конструктора ракет Сергея Королёва и создателя первого турбореактивного двигателя Архипа Люльки (выпускников КПИ). Репрессирован в 1938, замучен в колымских лагерях ГУЛАГа в 1942. В мае 2014 года в КПИ состоялась XV Международная научная конференция имени академика Михаила Кравчука.
Уроженцем села был генерал Лонгин Лозовицкий (род. 1926) — командующий ПВО вооружённых сил ПНР, член Военного совета национального спасения.
До 2020 года входило в Киверцовский район.